# جان راند (بازیگر)
جان راند (انگلیسی: John Rand (actor)؛ ۱۹ نوامبر ۱۸۷۱ – ۲۵ ژانویه ۱۹۴۰) یک هنرپیشه اهل ایالات متحده آمریکا بود.
از فیلم‌ها یا برنامه‌های تلویزیونی که وی در آن نقش داشته است می‌توان به عصر جدید، بازرس فروشگاه، جویندگان طلا، دست انداختن کارمن، سیرک، شانگهای، پلیس، شبی در نمایش، مهاجر،آلمانی‌ها و جاسوس‌ها، دوش‌فنگ، طبقه بیکار، خانه‌به‌دوش، درمان، بانک، آتش‌نشان، پشت صفحه نمایش، کنت اشاره کرد.